# 筑紫歌都子

筑紫歌都子（写真当時は坂本歌都子として活動）

筑紫 歌都子（ちくし かつこ、1904年〈明治37年〉7月30日 - 1984年〈昭和59年〉10月28日）は日本の音楽家。

## 来歴
1904年（明治37年）、山口県都濃郡鹿野村（現在の周南市）に生まれる。
出生名は竹田カツノであったが、14歳の頃に大日本家庭音楽会の会長、坂本五郎に才能を認められ、彼の養女となったことで坂本姓となる。また、同時期に歌都子の芸名を付け、坂本歌都子として活動している。この芸名は自分の好きな「歌」と郷里の都濃郡の「都」を取って自分でつけたという。坂本家の養女となる際に福岡市に移り住んでいる。
坂本家で琴の他、ヴァイオリン、大正琴、ピアノ等を学んだ後に18歳で琴の作曲活動を始める。
1949年（昭和24年）に筑紫会を創設、1956年（昭和31年）に大日本家庭音楽会から離脱した際に筑紫歌都子と改める。1972年（昭和47年）に藍綬褒章を受章する。